# Tossol
 (mai 2024).
Tossol désigne, dans le vocabulaire catalan et espagnol, une protubérance qui se forme dans une coulée de lave et qui, lorsque la lave se refroidit, se transforme en une petite butte.

## Description
Dans la forêt de hêtres du Jordà (dans le Parc Naturel de la Zone Volcanique de la Garrotxa, en Catalogne, Espagne ), il existe plus de cinquante tossols ( cônes de projection ) formés par l'interaction entre les coulées de lave et les zones humides préexistantes qui, lorsque ces dernières sont recouvertes de lave à plus de 1 000 °C, entrent en ébullition avec de grosses bulles qui soulèvent et déforment le flux, formant les tossols.
Les tossols de la zone volcanique de la Garrotxa se trouvent dans trois coulées de lave, celle du volcan Croscat (Hayedo d'en Jordà), celle du volcan Puig Jordà (forêt de Tosca), celle du volcan Montolivet (Pla de Dalt) et le lavoir situé à La Moixina et au Parc Nou à Olot.